# الظاهرية (فلسطين)
الظاهرية هي مدينة فلسطينية تقع جنوب مدينة الخليل على طريق الخليل- بئر السبع. ترتفع 655 متر عن سطح البحر وهي آخر تجمع سكاني جنوب الضفة الغربية.

## الجغرافيا
تقع في الجنوب الغربي من الخليل على بعد 22 كم عنها، ترتفع 655 متراً عن سطح البحر، وتصل مساحتها (120854) دونماً، ومساحة الأراضي ضمن المخطط الهيكلي للمدينة (15000) دونم وتعتبر ثانية مدن القضاء في كبرها، السموع الواقعة في شرقها، أقرب بلدة منها. متوسط سقوط الأمطار السنوي فيها (256 - 350) ملم. وجنوبي مدينة الظاهرية تنتهي المنطقة الجبلية الفلسطينية.
وفي غارات الأفرنج على فلسطين في العصر الوسيط استرعى موقع هذه المدينة الاستراتيجي انتباه الظاهر بيبرس فحصنها وما زالت بقايا حصونها ظاهرة ليومنا هذا. ثم بعد ذلك أخذت تتقدم في عمرانها حاملة اسم الظاهرية نسبة للظاهر بيبرس .
وفي الحرب العالمية الأولى اتخذ «فوزي باشا» قائد الجيش العثماني السابع «الظاهرية» مقراً لقيادته إلاّ أن البريطانيين لم يلبثوا أن أخرجوه وجنده منها في 4 نوفمبر 1917
لمدينة الظاهرية أراض مساحتها (120854) دونماً منها 340 للطرق والوديان، وفي المدينة أشجار مثمرة منها الزيتون والكرمة والتين والرمان وغيرها. وكانت رعاية المواشي أهم مورد للرزق لأهل الظاهرية وتحيط بأراضي الظاهرية أراضي السموع ودورا وقضاء بئر السبع.

## السكان
قدر عدد سكانها عام 1922 قرابة (2266) نسمة وفي عام 1945 قرابة (3760) نسمة. بلغ عدد سكان الظاهرية حسب الجهاز المركزي الفلسطيني لإحصاء السكان لعام 2023 حوالي 41541 نسمة. 
أبرز عائلات المدينة: أبو شرخ ،أبو علان ، الهوارين، الجبارين، العوايصة، القيسية، الوريدات، المخارزة، الطل، البطاط، رباع، الشواهين. 

## المواقع الأثرية والدينية
تضم البلدة عشرة مساجد: مسجد الظاهرية الكبير، ومسجد الأتقياء، والمسجد العمري، ومسجد علي بن أبي طالب، ومسجد الأنصار، ومسجد بلال بن رباح، ومسجد أيوب، ومسجد معاذ بن جبل ومسجد البر والتقوى . ومن المقامات: مقام الشيخ أحمد الغماري، ومقام الشيخ أبو خروبة. ومن الخرب الأثرية: كفر جول، وخربة الرأس، وخربة دير اللوز، وخربة شويكة، وخربة سومرة، والقيصرية، وموقع عناب الكبير، والحصن، ودوما، والبلدة القديمة . 

## التسمية
إن ما يميز الظاهرية ارتفاعها فلهذا يعتقد أن اسم الظاهرية مشتق من الاسم الكنعاني "ذوهر" وتعني المكان المرتفع، وفي رواية أخرى فإن الاسم مشتق من كلمة "الظاهرة" وتعني الجبل المرتفع والتي تظهر للعيان من كافة الجهات ولهذه الميزة سماها الظاهر بيبرس القائد الإسلامي المملوكي بهذا الاسم.

## اعتداءات الاحتلال
اعتقلت قوات الاحتلال رئيس بلدية الظاهرية بهجت جبارين ونائبه نايف مخارزة بعد الاعتداء عليهما ومصادرة آلية خاصة للبلدية حيث تقف قوات الاحتلال عائقاً أمام التطوير الحضري للمدن والقرى والبلدات الفلسطينية. 

## حواجز الظاهرية العسكرية الإسرائيلية
- حاجز مدخل المدينة: بوابة حديدية مدعمة بكاميرات المراقبة توضع على المدخل لتفتيش السيارات والركاب.
- حاجز جنوب الظاهرية: حواجز ترابية تغلق الطريق أمام المواطنين الفلسطينيين ومركباتهم. [10]

كما ويعاني الفلسطينييون من أشكالاً شتى من الإذلال والتعطيل وتقييد حرية التنقل في بلادهم على الحواجز الإسرائيلية.  